# 山中英元
山中 英元（やまなか ひでもと、貞享4年（1687年） - 正徳5年（1715年）9月24日）は、日本の江戸時代の郷士。鴻池村山中総本家の6代目当主。出雲国の戦国武将山中幸盛の子孫。山中良辰（山中元武）（新右衛門）の次男。幼名は源助。通称は（6代）山中新右衛門と称した。
墓所は兵庫県伊丹市鴻池の慈眼寺境内墓地にある。法号は燈外円明居士。享年28。

## 生涯
山中良辰（山中元武）の次男として生まれた。元和5年（1619年）に山中家（鴻池屋）の始祖である山中幸元は、大坂・久宝寺町松屋町に出て酒造業をなして出世し、豪商となったが、鴻池村の本家は曾祖父である山中元英が相続し継承した。諸事情により5代目は叔父である山中元浄が家督を継ぐ事となったが、後に家督を相続し6代目山中新右衛門を名乗った。